# Ruspolia basiguttata
Ruspolia basiguttata är en insektsart som först beskrevs av Bolívar, I. 1906.  Ruspolia basiguttata ingår i släktet Ruspolia och familjen vårtbitare. Inga underarter finns listade i Catalogue of Life.